# Correction (gestion de la qualité)
 (mars 2021).
Si vous disposez d'ouvrages ou d'articles de référence ou si vous connaissez des sites web de qualité traitant du thème abordé ici, merci de compléter l'article en donnant les références utiles à sa vérifiabilité et en les liant à la section « Notes et références ».
Une correction ou action curative est une action visant à éliminer une non-conformité détectée. Elle diffère par cela de l'action corrective qui s'attache à éliminer la cause d'une non-conformité. 
Elle peut s'accompagner d'actions correctives.

## Exemples de corrections
- Une reprise
- Un reclassement